# Fred Hansen
Frederick Morgan « Fred » Hansen (né le 29 décembre 1940 à Cuero) est un athlète américain, spécialiste du saut à la perche.

## Carrière
Étudiant à l'Université Rice, à Houston, il remporte les Championnats NCAA de 1962, terminant ex æquo avec John Belitza et Dexter Elkins avec un saut à 4,65 m. Diplômé en 1963, il devient praticien dentiste à Houston.
En 1964, à Houston, Fred Hansen devient le premier athlète à franchir les 17 pieds avec un saut à 5,20 m (17-1 pieds). Il devient champion des États-Unis en plein air en s'imposant lors des sélections olympiques américaines de Los Angeles avec une barre à 5,18 m. Le 25 juillet 1964, toujours à Los Angeles, l'Américain établit un nouveau record du monde du saut à la perche avec 5,28 m, améliorant de huit centimètres l'ancienne meilleure marque mondiale détenue depuis 1963 par son compatriote John Pennel.
Il participe en octobre 1964 aux Jeux olympiques de Tokyo. Qualifié pour la finale grâce à un saut à 4,60 m réussi en qualifications, Fred Hansen remporte le titre olympique avec la marque de 5,10 m réussie à son troisième essai après n'avoir connu aucun échec à 4,70 m, 4,80 m, 4,85 m et 5,00 m. Auteur d'un nouveau record olympique, Hansen devance sur le podium deux athlètes concourant pour l'Équipe unifiée d'Allemagne, Wolfgang Reinhardt et Klaus Lehnertz.
Il est dépossédé de son record du monde en mai 1966 par son compatriote Bob Seagren.

### Palmarès
| Date | Compétition     | Lieu  | Résultat | Performance |
| ---- | --------------- | ----- | -------- | ----------- |
| 1964 | Jeux olympiques | Tokyo | 1er      | 5,10 m      |

### Records
| Épreuve          | Performance | Lieu        | Date            |
| ---------------- | ----------- | ----------- | --------------- |
| Saut à la perche | 5,28 m      | Los Angeles | 25 juillet 1964 |